# 田川紘美
田川 紘美（たがわ ひろみ、1995年9月8日 - ）は、日本の元女子バレーボール選手である。

## 来歴
長崎県諫早市出身。姉の影響で小学2年生の頃からバレーボールを始める。
九州文化学園高等学校では3年生でキャプテンを務め、エースの田中瑞稀とともに第66回全日本バレーボール高等学校選手権大会（春高バレー）での優勝に貢献した。
長崎国際大学を経て、9人制のパナソニックブルーベルズに入団。1年目からレシーバーとして活躍した。
2020-21シーズンは、V.LEAGUE DIVISION1 WOMEN（V1女子）に所属する埼玉上尾メディックスにセッターとしてレンタル移籍となった。埼玉上尾は冨永こよみ（現姓：岩崎）の欠場と井上美咲の移籍で主力セッター2名を一度に欠いた状況であった。同シーズン、V1女子の試合に出場し、V.LEAGUEデビューを果たした。
2021-22シーズンよりパナソニックブルーベルズに復帰し、セッターとしてチームに貢献した。
2023年2月末、パナソニックブルーベルズを退団し、V2女子に所属するルートインホテルズ Brilliant Ariesに移籍した。2024-25シーズンは6人制転向後初めてリベロとしてプレー。2025年4月、同シーズン限りでの現役引退が発表された。6月26日に引退選手として公示。引退後は埼玉上尾メディックスの事務局員を務める。

## 所属チーム
- 九州文化学園高等学校（2011-2014年）
- 長崎国際大学（2014-2018年）
- パナソニックブルーベルズ（2018-2023年2月）
  - 埼玉上尾メディックス（2020-2021年）
- ルートインホテルズ Brilliant Aries/信州ブリリアントアリーズ（2023年3月-2025年）